# NGC 5845
NGC 5845 is een elliptisch sterrenstelsel in het sterrenbeeld Maagd. Het hemelobject werd op 24 februari 1786 ontdekt door de Duits-Britse astronoom William Herschel.

## Synoniemen
- UGC 9700
- MCG 0-38-24
- ZWG 20.59
- ARAK 468
- PGC 53901